# Peromyscus hylocetes
Peromyscus hylocetes is een zoogdier uit de familie van de Cricetidae. De wetenschappelijke naam van de soort werd voor het eerst geldig gepubliceerd door Clinton Hart Merriam in 1898. De soort werd in 1892 ontdekt in Pátzcuaro in de Mexicaanse staat Michoacán op meer dan 2.000 meter hoogte.